# СДП.Либералите
СДП.Либералите (на немски: FDP.Die Liberalen; на френски: PLR.Les Libéraux-Radicaux; на италиански: PLR.I Liberali; на романшки: PLD.Ils Liberals) е дясноцентристка либерална политическа партия в Швейцария.
Тя е основана през 2009 г. със сливането на Свободната демократическа партия и по-малката Либерална партия на Швейцария.
На федералните избори през 2007 г. 2-те партии получават общо 17,5% от гласовете, 35 места в Националния съвет и 12 места в Съвета на щатите, през 2011 г. – 15,1% от гласовете и 30 места в Националния съвет, а през 2015 г. – 16,4% от гласовете и 33 депутатски места.